# گمینا سوکوئکا
گمینا سوکوئکا (به لهستانی:  Gmina Sokółka) یک گمینا در لهستان است که در شهرستان سوکوئکا واقع شده‌است. گمینا سوکوئکا ۳۱۳٫۶۲ کیلومتر مربع مساحت و ۲۶٬۴۰۶ نفر جمعیت دارد.